# Segmentbogenbrücke

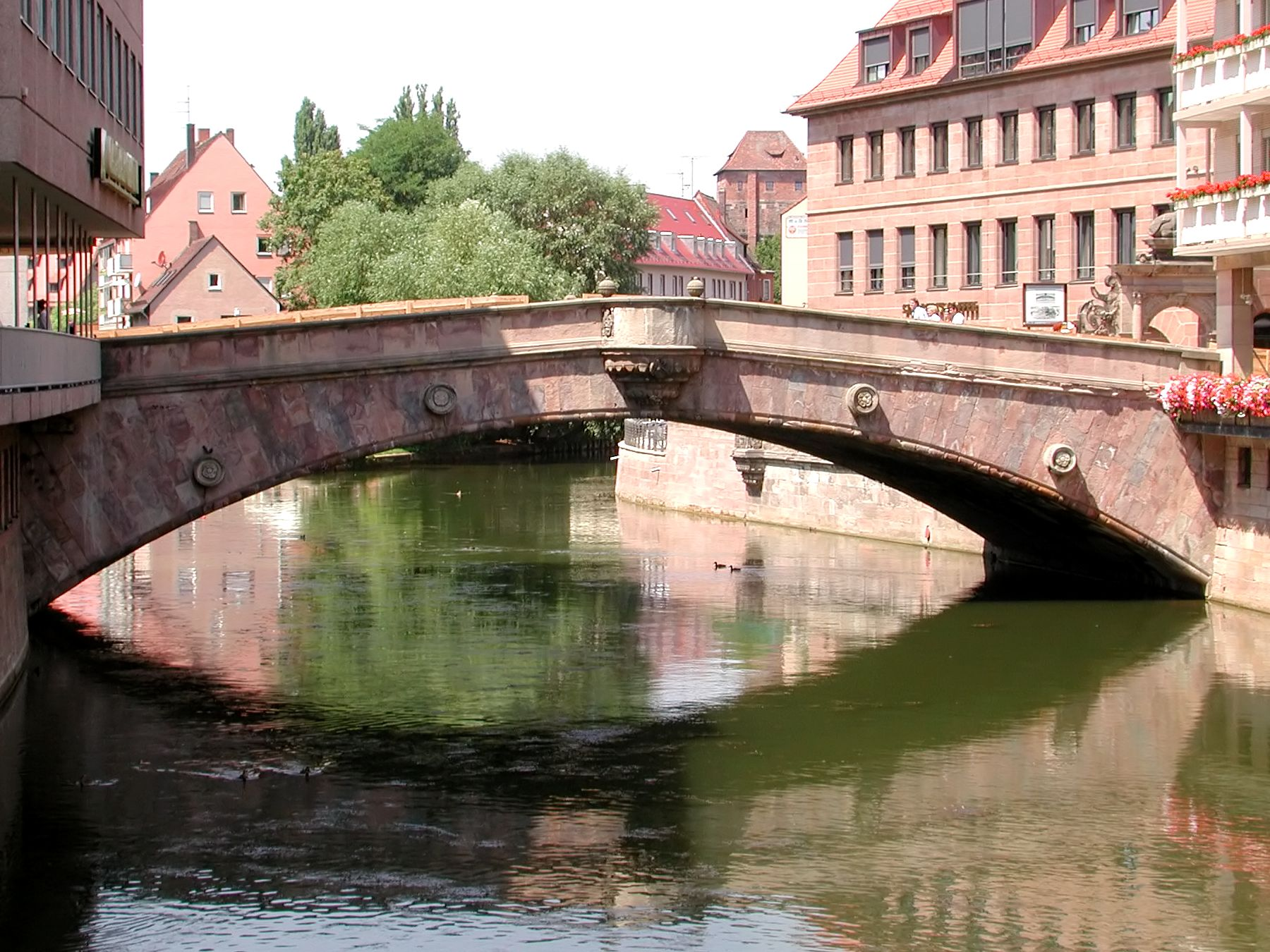
Segmentbogen der Nürnberger Fleischbrücke von 1598 (Pfeilverhältnis 1:6,4)

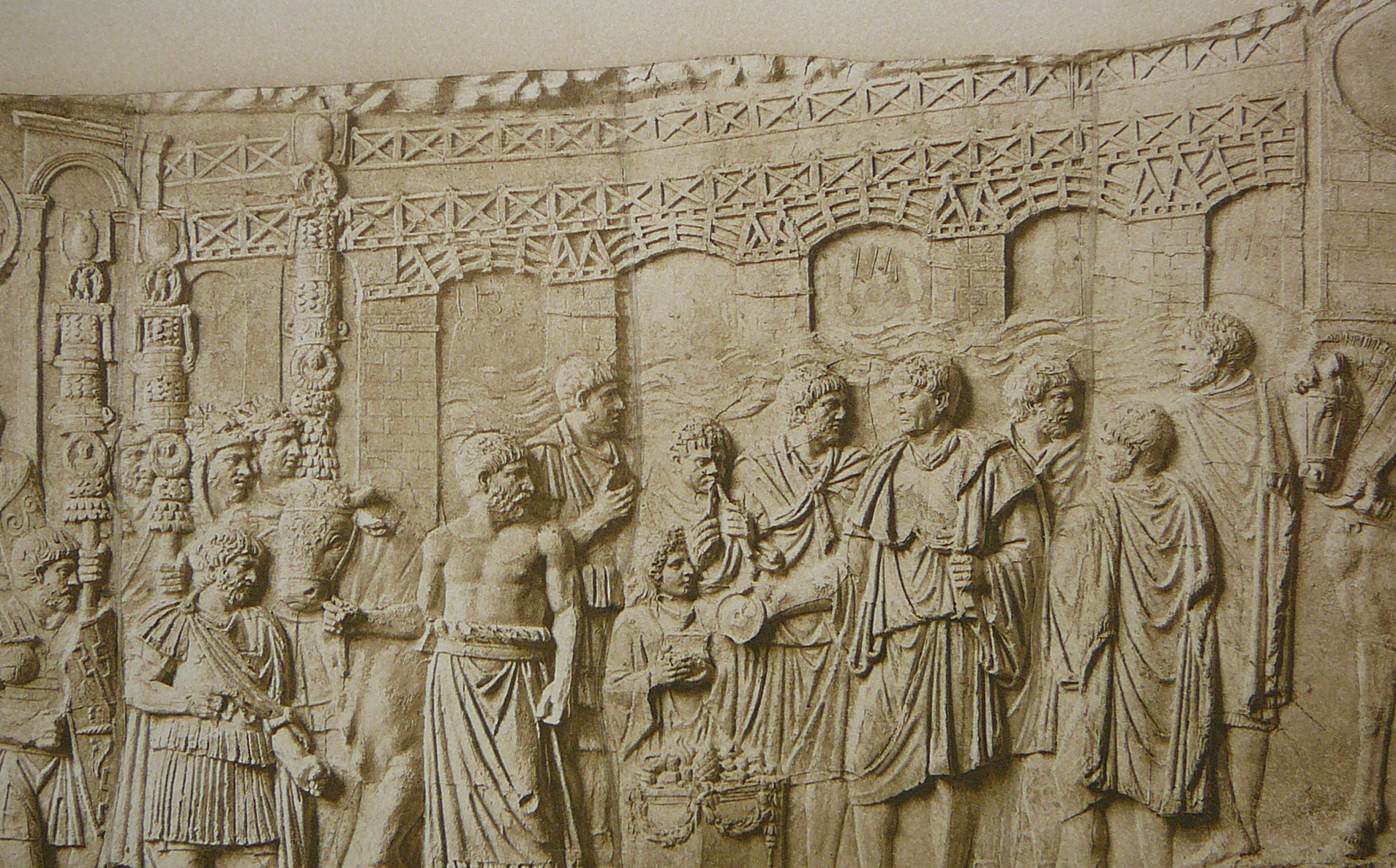
Darstellung der Trajansbrücke über die Donau auf der Trajanssäule. Die hölzernen Segmentbögen besitzen ein Pfeilverhältnis von 1 zu ca. 6–7.

Das Pfeilverhältnis der römischen Brücke bei Limyra beträgt 1:5,3 (200:1065 cm).

Eine Segmentbogenbrücke, auch Flachbogenbrücke genannt, ist eine Brücke, deren Bögen ein Kreissegment mit einem Winkel kleiner 180° beschreiben, also den Abschnitt eines Kreises, dessen Durchmesser größer ist als die lichte Weite der Brücke. Segmentbogenbrücken sind deshalb flacher als Rundbogenbrücken. Der Brückentypus wird über das Pfeilverhältnis, das die Pfeilhöhe in Beziehung zur lichten Weite setzt, definiert. Eine Arbeitsdefinition, die sich zur hinreichenden Unterscheidung von Halbkreisbogenbrücken (180° bzw. Pfeilverhältnis von 1:2) anbietet, ist die Klassifizierung ab lichten Spannweiten, die mindestens das Dreifache der Pfeilhöhe betragen (Pfeilverhältnis von 1:3 und höher).

## Geschichte
Die ältesten bekannten Beispiele für Segmentbogenbrücken stammen aus dem Römischen Reich. Vereinzelt findet der Brückentyp sich seit der Sui-Dynastie auch in China wieder. Nach dem Untergang des Römischen Reiches ging in Europa die technische Fähigkeit zum Bau flachgespannter Brücken verloren. Erst im Spätmittelalter kam – von Italien ausgehend – der Flachbogen im Brückenbau wieder auf, etablierte sich aber rasch neben dem Spitz- und Rundbogen und erreichte mit Spannweiten von weit mehr als 40 m neue Dimensionen.

## Einige bekannte historische Segmentbogenbrücken
- Steg von Rhodos (Griechenland, griechisch, 4. Jh. v. Chr.)
- Ponte San Lorenzo (Padua) (Italien, römisch, ca. 30 v. Chr.)
- Trajansbrücke (Rumänien/Serbien, römisch, erbaut um 105 n. Chr. von Apollodor von Damaskus)
- Puente de Alconétar (Spanien), römisch, 2. Jh. n. Chr.
- Brücke bei Limyra (Türkei, römisch aus dem 3. Jahrhundert n. Chr.)
- Makestosbrücke (Türkei, römisch, Spätantike)
- Anji-Brücke (China, Sui-Dynastie, ca. 605 n. Chr.)
- Ponte Vecchio (Florenz, 1345)
- Ponte Scaligero (Verona, 1356)
- Trezzo-Brücke (Trezzo sull’Adda, 1377)
- Rialtobrücke (Venedig, 1591)
- Fleischbrücke (Nürnberg, 1598)